# 聖嘉勒女書院

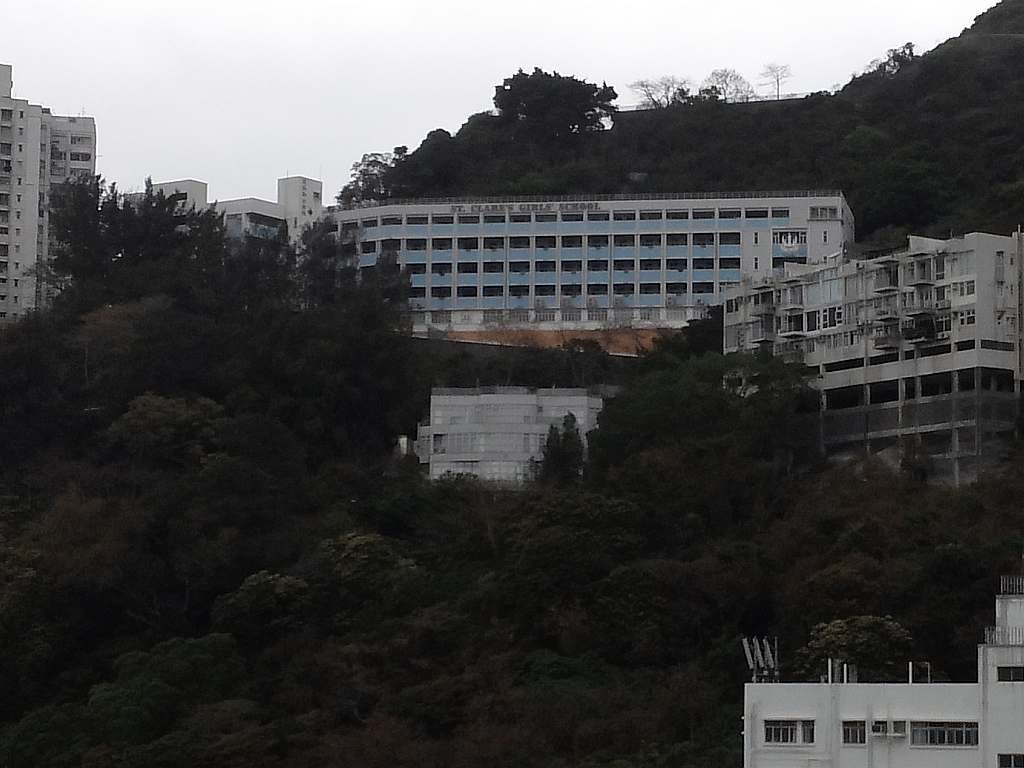
學校遠攝。

聖嘉勒女書院（英語：St. Clare's Girls' School，簡稱），是一所由天神之后傳教女修會於1927年創辦的，位於香港摩星嶺道50號的女子英文中學。1959年加入成為香港補助學校議會的22所成員學校之一，故被坊間稱為香港教會主辦的22間「傳統名校」之一。校園位於中西區摩星嶺道，而其對面為南區。聖嘉勒女書院的直屬小學是聖嘉勒小學。

## 歷史
1926年，Mother Mary Gabriel與另3位修女到香港辦學。她們租用一位於貧民區彌敦道的住宅作校舍，以評估辦學的可行性。 1927年2月7日，聖嘉勒女書院開始運作，時有7位學生。學校在Father Shak的建議下，以聖嘉勒（St. Clare）為名，而校訓為“Veritas Vincit”，意為“真理必勝”。 1927年2月末，修女們將學校遷往何文田太平道5號。因學生日增，在太平道的、既作校舍又作宿舍的住宅越發擁擠。 1927年10月末，學校遷往何文田亞皆老街3號。
在恩理覺主教（Bishop Enrico Valtorta）的建議下，修女開始於華人聚居地辦學。最後，選堅尼地城為新校址。位於山市街的新學校亦於1930年開始辦學。 1936年，學校遷往般咸道。1915年至1946年間，學校在新學制下運作，分上午班與下午班，上午班為中學而下午班為小學。
因學生增加，校長Sister Elizabeth du Portugal在1952年開始申請新校舍。由政府撥地的、位於摩星嶺的新校舍於1959年11月25日由教育司署署長高詩雅先生（Mr. Douglas James Smyth Crozier）正式揭幕，並由白英奇主教（Bishop Lawrence Bianchi）祝聖。此前該校校舍位於般咸道光景台3號，校方以津貼學校形式辦學，1959年遷往新址前的同年9月改為補助學校。

## 設備與校舍
聖嘉勒女書院佔地約11000平方米。聖嘉勒女書院設有大型圖書館、英語室、禮堂、多媒體教室、電腦輔助學習室、語言學習室、學生活動中心、宗教室、校園電視製作室、輔導室、小教堂等。全校已鋪設互聯網及內聯網，課室及特別室均裝置電腦及投影機。

## 校歌
聖嘉勒女書院校歌乃全港最長的校歌（5分鐘14秒），由時任校長Sr St. Raphael於1947年創作，靈感源自Flower Song。

## 社制
- 紅社（Red House, RH）
- 藍社（Blue House, BH）
- 黃社（Yellow House, YH）
- 綠社（Green House, GH）
- 紫社（Violet House,VH）
- 粉社（Pink House, PH）

## 電影拍攝取景
- 在2002年電影男人四十中，的教員室、圖書館、聖經室及課室室內景为取景地点。
- 在2011年的电影最強囍事中，由劉嘉玲饰演的戴夢妮与甄子丹饰演的鄭宇強在学校一樓的小教堂結婚。

## 外部連結
St. Clare's Girls' School （页面存档备份，存于）